# Astoria (London)

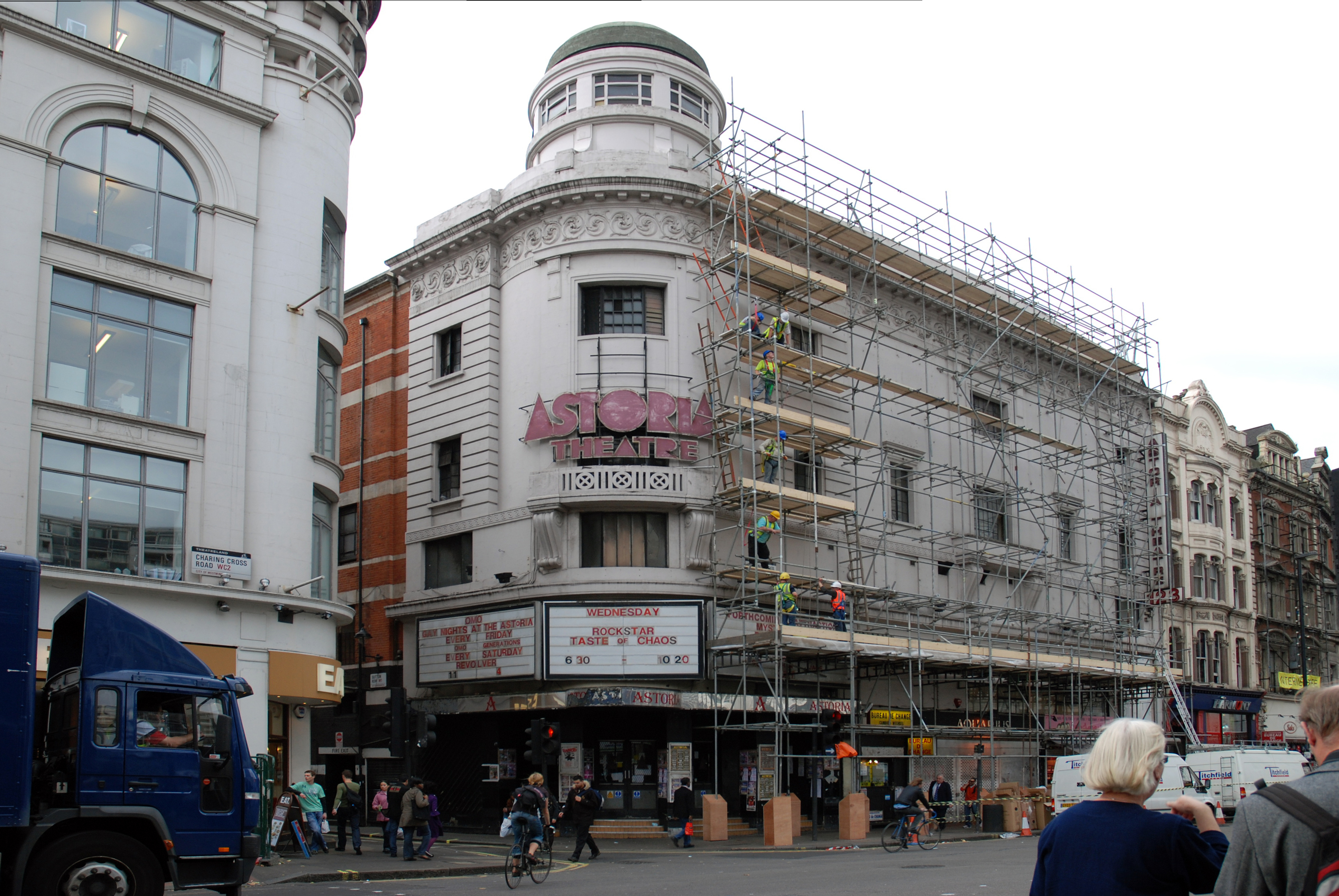
Das Astoria Theatre im Oktober 2008

Das Astoria Theatre, auch London Astoria, war ein Veranstaltungsort, der sich bis in das Jahr 2009 in der Charing Cross Road Nr. 157 im Stadtteil Westminster in London befand.

## Geschichte
Das Gebäude wurde im Jahr 1893 als Lagerhaus des 1706 gegründeten und 1960 von Nestlé übernommenen Konservenherstellers Crosse & Blackwell erbaut. In den 1920er-Jahren wurde das Haus zu einem Filmtheater mit 2000 Sitzplätzen umgebaut, zusätzlich mit einem Tanzsaal im Untergeschoss ausgestattet und unter dem Namen Astoria Theatre geführt. Unter anderen wurde dort im Juli 1957 Michael Todds Film In 80 Tagen um die Welt uraufgeführt und im März 1964 erstmals der Film Der Untergang des Römischen Reiches gezeigt.
Der Kinobetrieb im Astoria-Theater wurde 1976 eingestellt, das Haus umgebaut, der Zuschauerraum neugestaltet und für Liveaufführungen konzipiert. Als erste Produktion wurde Elvis das Musical mit P. J. Proby und Shakin’ Stevens in den Hauptrollen gespielt. Es folgte die Bühnenversion des Stückes Grease mit Tracey Ullman und Sue Pollard im Jahr 1978 und das weniger erfolgreiche Musical Beatlemania im  Jahr 1979. In den 1980er-Jahren wurde das Theater erneut umgebaut und um einen Gastronomiebetrieb erweitert. Es folgten die Shows Wild, Wild Women und Yakety Yak und Jukebox. Im Jahr 1984 produzierte Andrew Lloyd Webber das erste Musical The Hired Man von Howard Goodall im Astoria-Theater. Das Stück war jedoch wenig erfolgreich und wurde nur 164 Vorstellungen lang gespielt. Ein weiterer Versuch, den Theaterbetrieb mit dem Stück Lennon aufrechtzuerhalten, scheiterte im Jahr 1985.
Danach wurde das Astoria-Theater ein Veranstaltungsort für Livekonzerte internationaler Künstler wie Black Sabbath, Blur, Scorpions, The Cranberries, Manic Street Preachers, Nirvana, Prince, Tangerine Dream, U2, Amy Winehouse oder Eminem. Im Untergeschoss des Gebäudes etablierte sich ein Nachtclub mit dem Namen Bang.
Das Haus wurde im Jahr 2009 geschlossen und das Gebäude zu Gunsten des Londoner Eisenbahnprojekts Crossrail abgerissen.

## Diskografie (Auswahl)
Zahlreiche Konzerte bekannter Künstler wurden im Astoria-Theater aufgenommen und auf CD oder DVD veröffentlicht.
- 1989 Marc Almond: A Lover Spurned – Live at the Astoria London
- 1995 Radiohead: The Astoria London Live 27.05.1994
- 1996 Nirvana: From the Muddy Banks of the Wishkah, Aufnahmen vom 3. Dezember 1989
- 1999 David Bowie: Live at the Astoria
- 1998 Entombed: Monkey Puss
- 2001 Hawkwind: Yule Ritual
- 2001 Groundhogs: Live at the Astoria
- 2002 Morgan Heritage: Live at London Astoria
- 2003 New Model Army: Live 161203
- 2004 Uriah Heep: Magic Night, Aufnahmen vom 8. November 2003
- 2004 Steve Vai: Live at the Astoria London, 6./7.12.2001
- 2004 Marillion: Marbles on the Road
- 2005 Magnum: Live at the Astoria (Livin´ The Dream DVD)
- 2006 Hard-Fi: In Operation
- 2006 Bonzo Dog Doo-Dah Band: Wrestle Poodles And Win
- 2007 Black Stone Cherry: Live at the Astoria London 31.10.07
- 2008 Twisted Sister: Live at the Astoria – Aufnahme aus dem Jahr 2004.[6]
- 2008 King’s X: Gretchen Goes to London – Live at the Astoria 5.6.90
- 2008 Ladytron: Live at London Astoria 16.07.2008